# Reanimação cardiorrespiratória

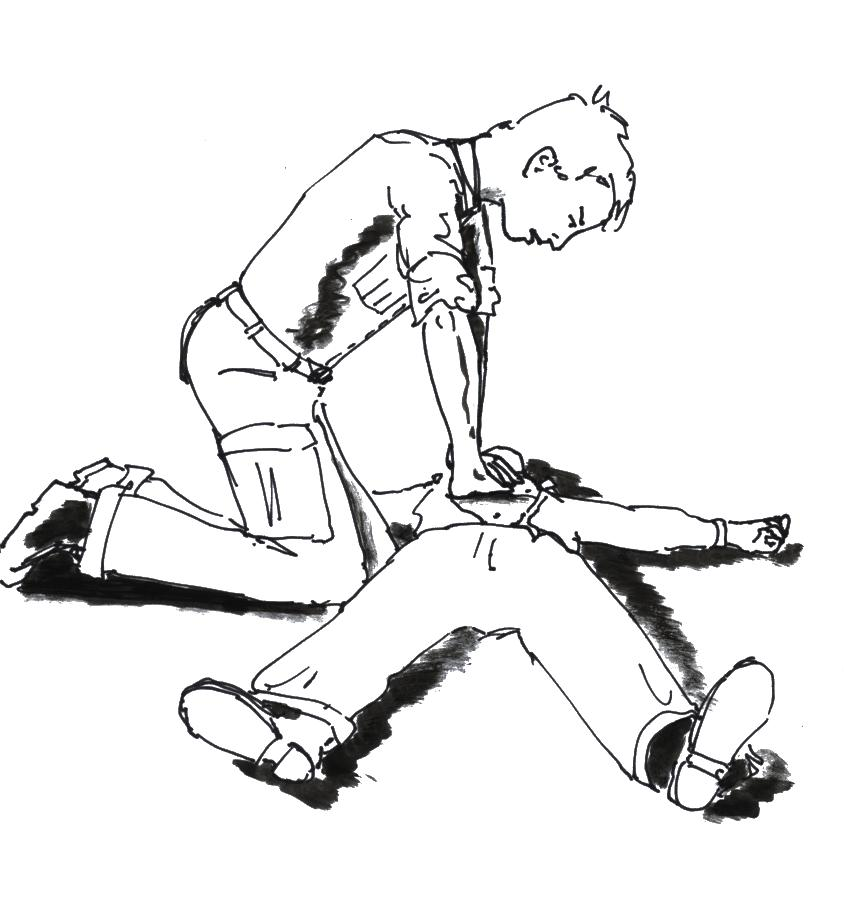
Reanimação cardiorrespiratória

A reanimação cardiopulmonar (RCP) ou reanimação cardiorrespiratória (RCR) é um conjunto de manobras destinadas a garantir a oxigenação dos órgãos quando a circulação do sangue de uma pessoa para (parada cardiorrespiratória). Nesta situação, se o sangue não é bombeado para os órgãos vitais, como o cérebro e o coração, esses órgãos acabam por entrar em necrose, pondo em risco a vida da pessoa.
De acordo com o protocolo editado pela American Heart Association em 2010, ocorreu uma recomendação de alteração na sequência de procedimentos de SBV de A-B-C (via aérea, respiração, compressões torácicas) para C-A-B (compressões torácicas, via aérea, respiração) em adultos, crianças e bebês (excluindo-se recém-nascidos na frequência das compressões torácicas), O socorrista atuando sozinho deve iniciar a RCP com 30 compressões, em vez de 2 ventilações, para reduzir a demora na aplicação da primeira compressão. A frequência de compressão deve ser, no mínimo, de 100/minuto (em vez de “aproximadamente” 100/minuto). A profundidade da compressão em adultos foi ligeiramente 
alterada para, no mínimo, 2 polegadas (cerca de 5 cm),em lugar da faixa antes recomendada de cerca de 1½ a 2 polegadas (4 a 5 cm).
Quando se tratar de socorrista "leigo" este deverá priorizar a aplicação das compressões (100/minuto), caso ele possua treinamento poderá realizar as insuflações na frequência de 30 compressões por 2 ventilações (uma ventilação a cada 6 ou 8 segundos).
Profissionais da Saúde verificam rapidamente a respiração ao verificar se o paciente está respondendo a fim de detectar sinais de PCR. 
Após a aplicação de 30 compressões, o socorrista que atuar sozinho deverá abrir a via aérea da vítima e aplicar duas ventilações, as compressões torácicas devem ser feitas a uma frequência mínima de 100 compressões por minuto e as insuflações uma ventilação a cada 6 ou 8 segundos.  
Em certos casos, a RCP poderá ser considerada uma forma de distanásia, e a sua aplicação altamente nociva para a qualidade de vida do paciente.

## Imagens adicionais

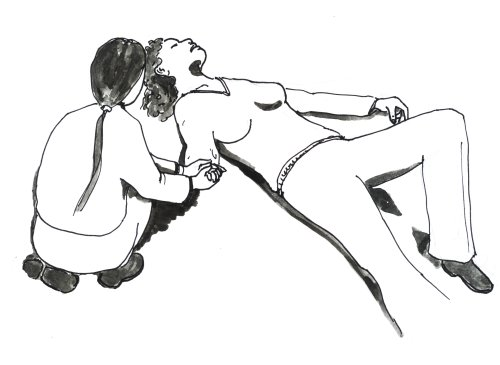
Aproximando-se do paciente.
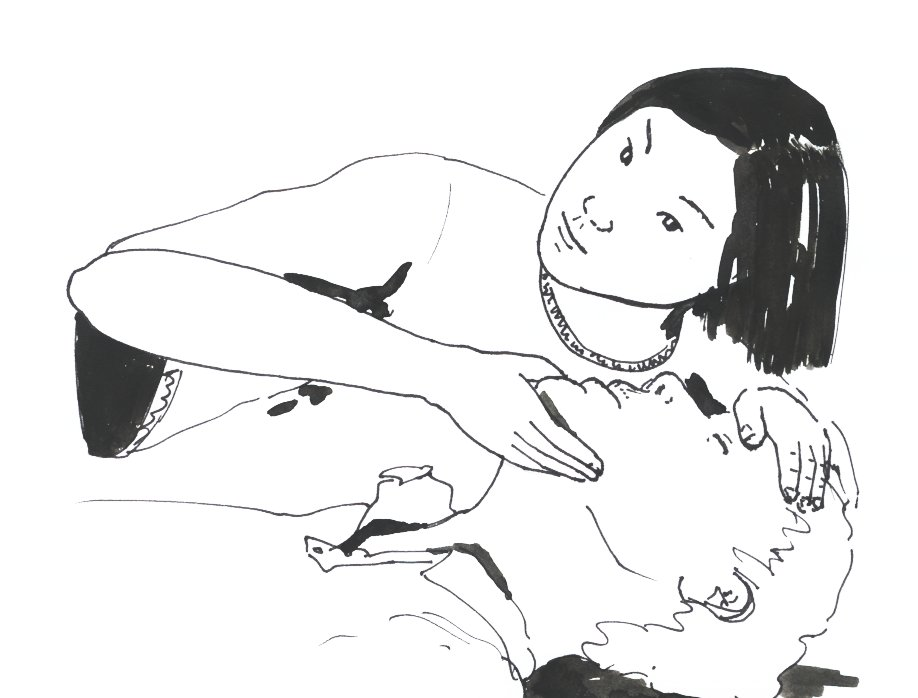
Checando respiração.
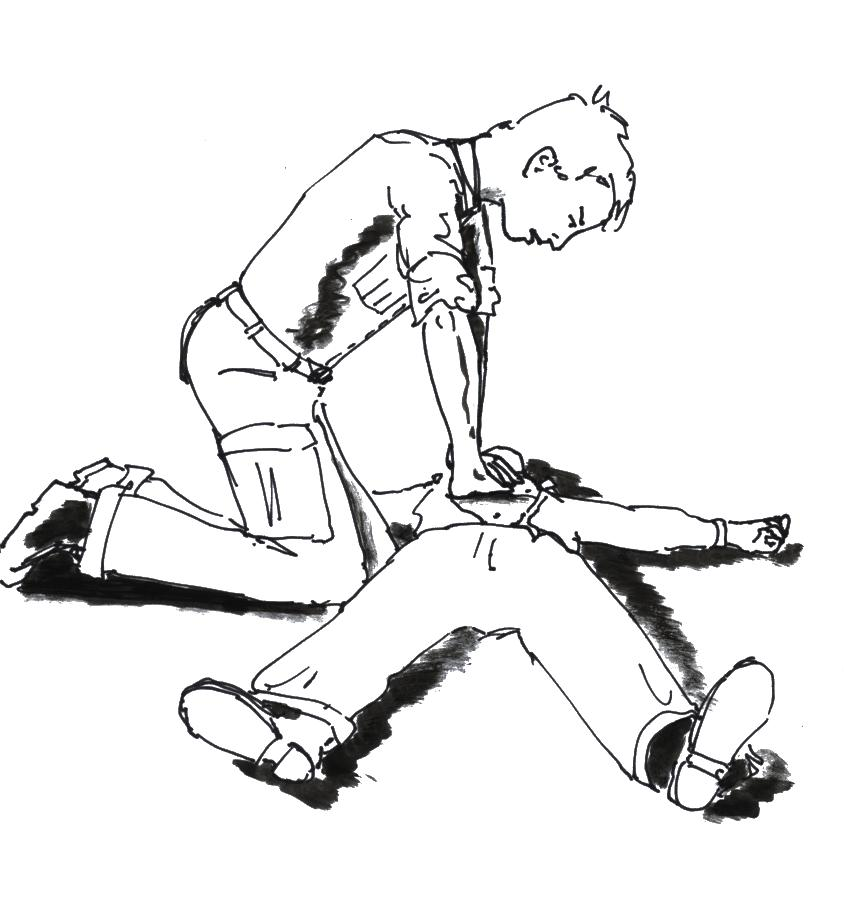
Compressão cardíaca (30 compressões para cada 2 ventilações)
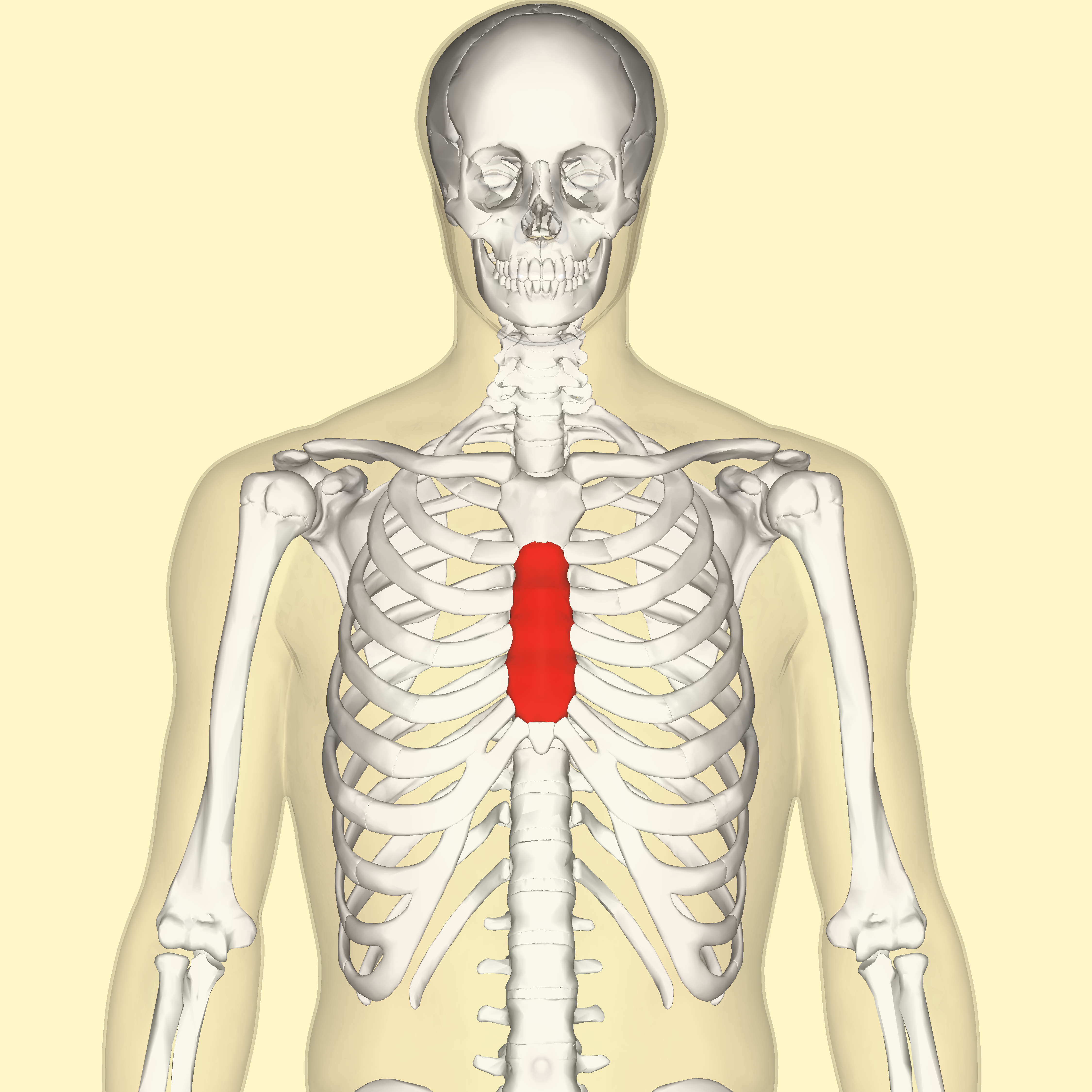
Zona de aplicação das compressões.
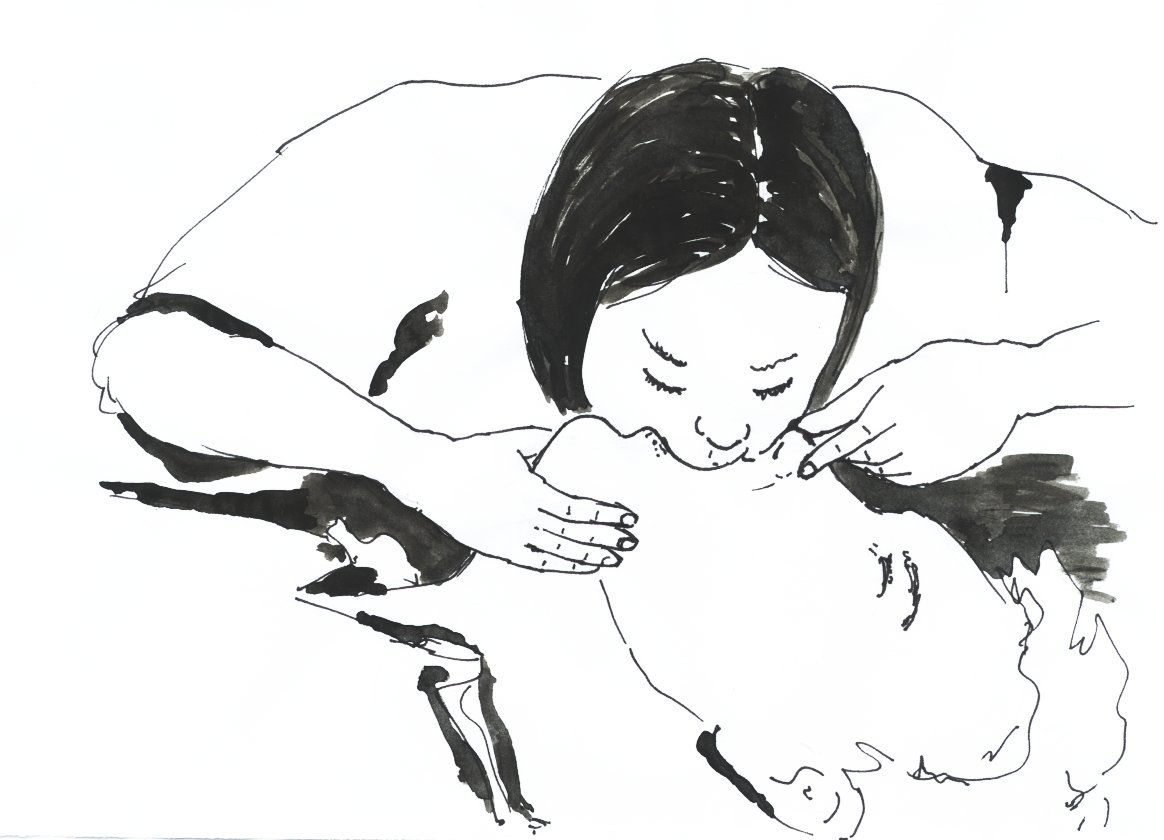
Respiração "boca-a-boca" (2 para cada 30 compressões)